# Communes de Santiago
 (septembre 2015).
Santiago a vu le nombre de ses communes augmenter ces dernières années[Quand ?].
Le but étant de faciliter la gestion des quartiers de la ville. En effet, la majeure partie des communes a en moyenne plus de 100 000 habitants, certaines avoisinant le demi-million.
Population : données 2002
Population totale de la province de Santiago (Área Metropolitana de Santiago) : 4 668 473 habitants

## Communes
- Maipú : 68 390 habitants
- La Florida : 365 674 habitants.
- Las Condes : 249 893 habitants
- Peñalolén : 216 060 habitants
- Santiago :  200 792 habitants
- Pudahuel 195 653 habitants
- La Pintana : 190 085 habitants
- El Bosque : 175 594 habitants.
- Ñuñoa : 163 511 habitants
- Cerro Navia : 148 312 habitants
- Recoleta : 148 220 habitants
- Renca : 133 518 hab.
- Conchalí :133 256 habitants
- La Granja : 132 520 habitants
- Estación Central : 130 394 habitants
- Quilicura : 126 518 habitants
- Providencia : 120 874 habitants
- Pedro Aguirre Cerda : 114 560 habitants
- Lo Espejo : 112 800 habitants
- Macul : 112 535 habitants
- Lo Prado :104 316 habitants
- Quinta Normal : 104 012 habitants
- San Joaquín : 97 625 habitants
- La Reina : 96 762 habitants
- San Ramón : 94 906 habitants
- La Cisterna : 85 118 habitants
- Vitacura : 81 499 habitants
- San Miguel : 78 872 habitants
- Lo Barnechea : 74 749 habitants
- Huechuraba : 74 070 habitants
- Cerrillos : 71 906 habitants
- Independencia : 65 479 habitants

## Gran Santiago
Dans ce décompte ne sont pas comprises les communes de Puente Alto et San Bernardo, qui sont en dehors de la province de Santiago, mais qui par la croissance de la ville, sont à présent réunies à elle et font ainsi partie du Gran Santiago.
Pour information, leurs populations respectives sont :
- San Bernardo : 246 762 habitants
- Puente Alto : 492 915 habitants